# Brian Kehew
Brian Kehew (22 september 1964) is een musicus en muziekproducent uit Los Angeles. Hij is de co-auteur van het boek Recording The Beatles, een kijk van binnenuit hoe The Beatles nummers opnamen in de studio.

## Live-optredens en opnamen
Kehew heeft een aantal keer opgetreden op keyboard met The Who, tijdens hun tournee van 2006 en 2007. Hij werkte eerst als instrumentaal technicus (vooral keyboards) voor de liveoptredens van The Who vanaf 2002 en viel af en toe in voor John "Rabbit" Bundrick, omdat die zijn zieke vrouw verzorgde, die later overleed. Kehew wordt normaal gesproken door gitarist Pete Townshend geïntroduceerd aan het publiek vóór het nummer "Real Good Looking Boy", wat voorafgegaan wordt door een keyboard-intro. Verder heeft hij liveoptredens gedaan met de Franse electronic-band Air, Hole en Dave Davies (broer van Ray Davies).
Kehew is ook bekend door zijn werk met de band The Moog Cookbook (samen met de voormalige keyboardist van de band Jellyfish, Roger Josheph Manning Jr., die twee eclectische albums uitgaven, genaamd Moog Cookbook en Ye Olde Space Bande. Moog Cookbook reproduceerde bekende nummers door gebruik te maken van keyboardsynthesizers. In 2006 gaf Moog Cookbook onafhankelijk een verzameling van voorheen niet uitgegeven materiaal uit, onder de titel "Bartell".

## Productie, techniek en mixen
Kehew was coproducent tijdens de opname van Fiona Apples album "Extraordinary Machine". Eveneens werkte hij in de studio's met artiesten zoals Eels, Aimee Mann, Matthew Sweet, Michael Penn, Prick, Beck, and Jon Brion. Mixing work includes Aretha Franklin, Talking Heads, Little Feat, Fleetwood Mac, Ramones, Pretenders, Morrissey, Alice Cooper, The Faces, The Eagles, Black Sabbath, Emerson, Lake and Palmer, The Stooges, MC5, Yes, Elvis Costello, Judee Sill, Crazy Horse, Tiny Tim, Gene Clark, and Stone Temple Pilots.

## Schrijven, feedback en verzamelen
Samen met co-auteur Kevin Ryan, spendeerde Kehew vijftien jaar aan het onderzoeken en schrijven voor het boek Recording The Beatles: The Studio Equipment and Techniques Used to Create Their Classic Albums. Het boek werd uitgegeven in 2006 en bestaat uit een gedetailleerde documentatie van de bezetting, uitrusting en de projecten die betrekking hebben tot het studiowerk van The Beatles. Het boek heeft veel lof ontvangen van de Beatle-historicus Mark Lewisohn en veel van de technici die werkten tijdens de opnames van The Beatles, waaronder: Norman Smith, Ken Townsend, Alan Parsons, Ken Scott, John Kurlander, Martin Benge en Richard Lush. Kehew heeft eveneens een aantal artikelen geschreven voor bladen als Tape Op, Keyboard Magazine en Beatlefan.
Kehew doet consulterend en programmerend werk voor muzikale productiebedrijven. Hij heeft bijdragen geleverd aan het ontwikkelen van de Moog Minimoog Voyager en de Little Phatty synthesizers, moogerfooger-pedalen en Alesis Andromeda, Ion en Fusion synthesizers.
Kehews bekende exotische collectie synthesizers en elektronische muziekinstrumenten bestaat uit onder andere verschillende zeldzame en ongebruikelijke oude machines, waaronder twee Mellotrons, twee zeldzame Chamberlins, een 360 Systems Keyboard en een ADS-200 synthesizer, gebouwd door Con Brio, Inc., die oorspronkelijk aangeschaft was door de filmsamensteller David Campbell in 1981 voor ongeveer $ 30.000.
Hij studeerde in 1987 Magna Cum Laude af van de California State University - Dominguez Hills.